# Truls Möregårdh
Truls Carl Eric Möregårdh (sv; 16 de fevereiro de 2002) é um mesa-tenista sueco.

## Carreira
Möregårdh é destro e usa o estilo shakehand europeu para segurar sua raquete. Ele atraiu comparações com o grande sueco Jan-Ove Waldner por seu uso extensivo de bloqueio de backhand e socos de backhand. Ele também emprega regularmente uma série de técnicas não convencionais, como o chop block, que contribuem para seu estilo de jogo criativo. Möregårdh é notável por ser um dos primeiros jogadores de elite a usar uma raquete de tênis de mesa com a lâmina Stiga Cybershape, que tem um formato hexagonal em oposição ao formato oval mais comum. Como atleta patrocinado pela Stiga, ele usa a lâmina Stiga Cybershape Carbon CWT Truls Edition e a borracha Stiga DNA Platinum XH em ambos os lados.
Möregårdh foi considerado um grande talento desde cedo. Ele alcançou seus primeiros sucessos internacionais em 2016. No geral, ele é duas vezes campeão europeu estudantil e um campeão europeu juvenil. Ele terminou em segundo em 2016, 2017 e 2018. Ele também ganhou o TOP 10 juvenil em 2016. Em 2017 e 2018, ele foi vice-campeão mundial júnior e foi autorizado a participar dos Jogos Olímpicos de Verão da Juventude de 2018 em Buenos Aires, onde conseguiu chegar às quartas de final em uma competição individual. A partir de 2018, ele participou de torneios adultos com frequência crescente, sendo os sucessos notáveis a conquista da medalha de bronze na Copa do Mundo de 2018 e no Campeonato Europeu de Tênis de Mesa de 2019. Em 2019, ele se tornou campeão sueco após vencer Kristian Karlsson na final. No mesmo ano, ele se mudou do clube sueco Eslövs AI BTK para o clube japonês TT Saitama.
Nos Jogos Olímpicos de Verão de 2024, em Paris, conquistou a medalha de prata na competição individual masculina, após confronto contra Fan Zhendong na final, e na disputa de equipes masculinas, ao lado de Anton Källberg e Kristian Karlsson. No torneio individual, Möregårdh surpreendeu por derrotar o chinês Wang Chuqin e o brasileiro Hugo Calderano.